# ABS Jets

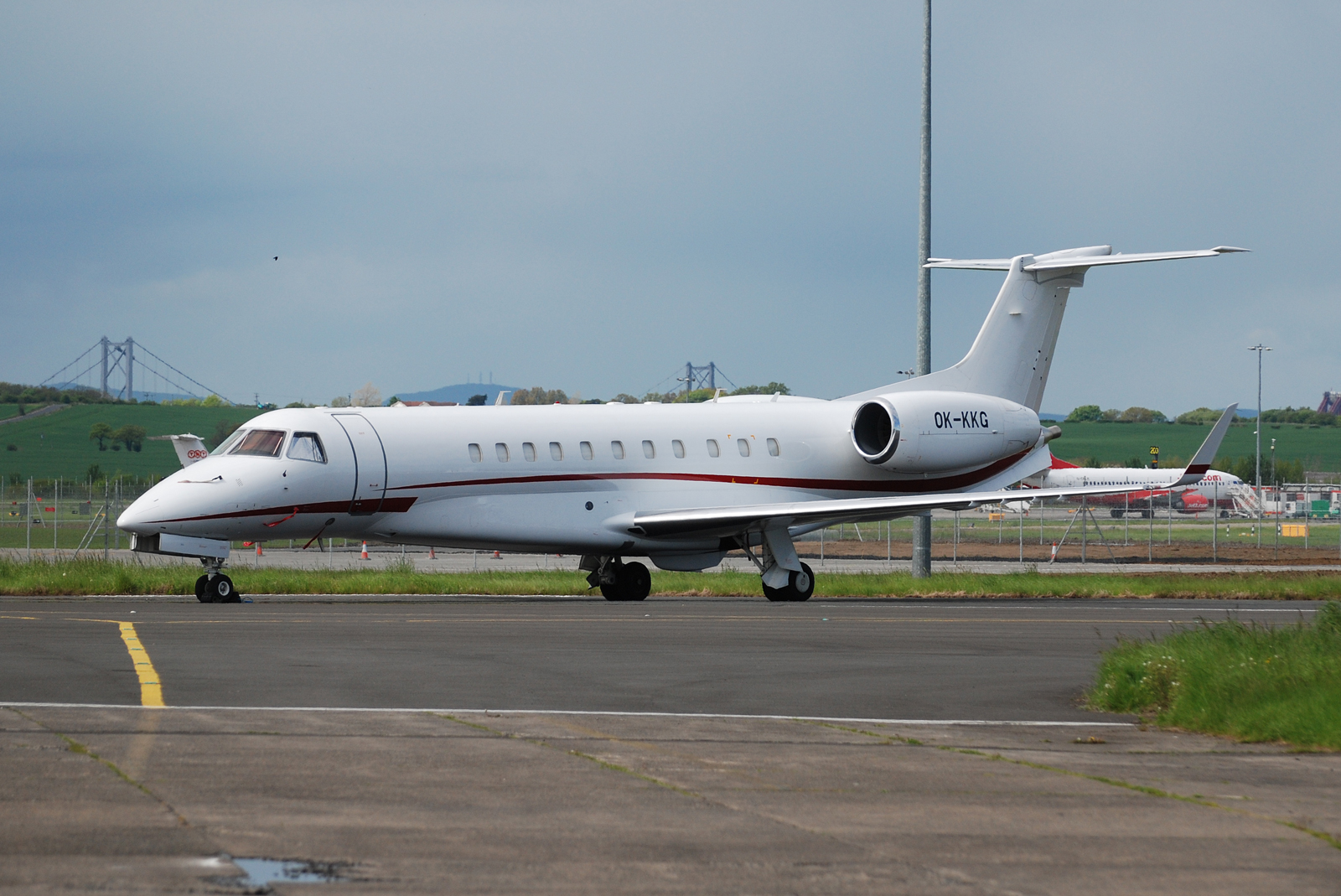
Embraer 135 авиакомпании ABS Jets в аэропорту Эдинбурга

ABS Jets, a.s. — акционерная коммерческая авиакомпания со штаб-квартирой в Праге (Чехия), эксплуатирующая реактивные самолёты бизнес-класса. Специализируется на выполнении чартерных перевозок, организации продаж, ремонтов и обслуживании воздушных судов, авиационном менеджменте и планировании маршрутных расписаний в других авиакомпаниях.

## История
Компания была основана в июне 2004 года и начала операционную деятельность в декабре того же года. Первоначально штат компании состоял из тридцати сотрудников.
В 2007 году ABS Jets приобрела в собственность ангар в пражском международном аэропорту Рузине, выйдя на рынок технического обслуживания и ремонта воздушных судов в данном аэропорту, а спустя некоторое время получила статус сервисного центра для самолётов деловой авиации авиастроительной корпорации Embraer. В последующие несколько лет компания расширяла сферу деятельности, став в 2009 году уполномоченным агентом по обслуживанию пассажиров аэропортов Рузине и Братиславы. В конце 2009 года численность сотрудников ABS Jets выросла до 150 человек.
ABS Jets является полноправным членом Европейской ассоциации деловой авиации (EBAA).

## Флот
По состоянию на январь 2010 года воздушный флот авиакомпании ABS Jets составляли следующие самолёты:
- 5 Embraer Legacy 600
- 1 Cessna Citation Bravo
- 1 Bombardier Learjet 60 XR